# Killeshandra
Killeshandra, irisch Cill na Seanrátha (Kirche des alten Ringforts), ist eine Kleinstadt im County Cavan in der Republik Irland. Bei der Volkszählung 2022 hatte sie 248 Einwohner. Demgegenüber hatte sie 1991 noch 469 Einwohner, ein bemerkenswerter Rückgang, da in der gleichen Zeit das ganze Land einen Zuwachs von nahezu 40 % hatte.

## Lage und Verkehrsverbindung
Killeshandra liegt in der Mitte des Countys Cavan im Drumlingürtel, der Irland von Ost nach West durchzieht. Hier kreuzen sich die Regionalstraßen R199 und R201. Der Verwaltungssitz Cavan liegt circa 15 km südöstlich.
Killeshandra war von 1886 bis 1947 durch eine Eisenbahnlinie mit Cavan verbunden. Endgültig wurde die Linie 1955 aufgegeben. Heute ist die Stadt nur an wenige Busverbindungen am Tag nach Cavan angeschlossen.

## Geschichte
Die Stadt wurde im frühen 17. Jahrhundert im Zuge der Ulster Plantation gegründet.
Wirtschaftlich war die Leinenindustrie wichtig und es wurden hier Märkte abgehalten. Ab dem frühen 20. Jahrhundert gewann die Milchwirtschaft einige Bedeutung. Heute spielt der Tourismus eine größere Rolle.

## Sehenswürdigkeiten
In der Umgebung von Killeshandra gibt es mehrere Seen; der bekannteste ist der Lough Oughter. Auf einer Insel dort befindet sich die Ruine des aus dem 13. Jahrhundert stammenden Cloughoughter Castles. Hier starb 1649 Eoghan Rua Ó Néill, ein irischer Heerführer.
Am südlichen Ufer des Sees befindet sich der Killykeen Forest Park.

## Persönlichkeiten
- Michael Donohoe (1864–1958), Politiker
- Robert Hutton (1872–1920), Sportschütze